# Aiantides (Dichter)
Aiantides (Αίαντίδης) war ein griechischer Tragiker des Hellenismus zur Zeit Ptolemaios’ II. Er gehörte im Kanon der Tragödiendichter, der von den alexandrinischen Gelehrten Aristophanes von Byzanz und Aristarch aufgestellt wurde, zu den sieben Dichtern zweiten Ranges, der „tragischen Pleiade“, wird jedoch in manchen Listen von Sosiphanes ersetzt. Von seinen Werken ist nichts erhalten.